# Тернбулл, Марк
Марк Дейвид Тернбулл (англ. Mark David Turnbull; род. 11 октября 1973, Хобарт, Австралия) — австралийский яхтсмен, выступающий в классе гоночных яхт 470. В 2000 году завоевал золотые медали на Олимпийских играх.
Женат.

## Статистика

### 470
Выступает с Кинг, Том
| Соревнование/Год            | 2000 |
| --------------------------- | ---- |
| Летние Олимпийские игры     | 1    |
| Чемпионат мира в классе 470 | 1    |